# Panevropski koridor VIII
Panevropski koridor VIII je eden izmed koridorjev Panevropske prometne mreže. Vključuje tako cestne kot železniške proge. Oba se začneta na italijanski jadranski obali v Bariju ali Brindisiju, s trajektom do Drača v Albaniji. Od tam poti prečkajo južni Balkan v Bolgarijo in od tam do Varne na bolgarski črnomorski obali. Cestni koridor poteka po poti: Tirana/Drač/Vlorë – Elbasan – Skopje – Pernik – Sofija – Plovdiv – Burgas – Varna. Čeprav je še nedokončan, je na splošno vzporeden z železniško potjo: Drač/Vlorë-Lin-Radožda-Kičevo-Skopje-Kumanovo-Beljakovtse-Kriva Palanka-Gyueševo-Sofija-Burgas-Varna.

## Opis poti ceste
Cesta se začne v Albaniji pri Draču (SH4) ali Vlorë (A2), ki sta ob jadranski obali. Križišče je pri Rrogozhinë (SH7, SH3) in teče proti Elbasanu. Nato prečka mejo s Severno Makedonijo pri Ohridskem jezeru in nato teče proti severu do Tetova večinoma kot dvopasovna cesta. Odsek med Ohridom in Kičevom bo nadgrajen v avtocesto. Med Tetovom in Skopjem poteka avtocesta A2, med Skopjem in Kumanovim pa avtocesta A1.
Med Kumanovim in Radomirjem v Bolgariji spet poteka kot dvopasovnica. Od Radomirja do Pernika je nadgrajena na 4-pasovno cesto. V bližini Pernika se pot priključi na avtocesto Lyulin (A6) za približno 20 km do bolgarske prestolnice Sofije. Po prehodu preko Sofijske obvoznice se pot priključi avtocesti Trakia (A1) v dolžini 360 km do Burgasa, na poti obide Pazardžik, Plovdiv, Staro Zagoro in Jambol. Pri Burgasu pot zavije proti severu in poteka vzdolž črnomorske obale večinoma kot dvopasovna cesta (I-9). Pot se zadnjih 10 km priključi na avtocesto Cherno More (A5), preden doseže končni cilj – Varno.

## Opis železniške poti
Železnica je le delno dokončana, trenutno obstaja enotirna proga v Albaniji in enotirna proga v delih Severne Makedonije. Proga je v Bolgariji skoraj dokončana in vključuje eno- in dvotirne proge. Uporabljena bo proga, ki že obstaja v Albaniji Drač-Lin, vendar bodo potrebne nadgradnje in spremembe. Od Lina do Kičeva bo potrebna nova gradnja, skoraj vse v Severni Makedoniji. Trenutno je napredek na tej povezavi majhen, saj gre predvsem za želje.
Na vzhodni strani Severne Makedonije obnavljajo in nadgrajujejo 31 km dolgo progo Kumanovo–Beljakovce – dela na tem so se začela leta 2014. Gradnja nove proge, dolge približno 34 km, od Beljakovcev do Krive Palanke se je začela leta 1996, vendar je bila leta 2004 zaradi pomanjkanja finančnih sredstev opuščena. Obsežna zemeljska dela in objekti torej že obstajajo, vendar trenutno ne segajo do Krive Palanke. Popolnoma nova gradnja bo potrebna na območju Krive Palanke do bolgarske meje (24 km) in kratek del (~1 km) v Bolgariji. Obnoviti oziroma zgraditi je treba skupno približno 88 km proge na območju, katerega morfološke značilnosti otežujejo dostop. V Bolgariji bo uporabljena obstoječa proga iz Gjueševa, ki obstaja od leta 1910.
Od mesta Gjueševo poteka proga široko proti severu do Sofije, nato pa po glavni progi skozi Burgas do Varne.

## Film
Leta 2008 je bolgarski režiser Boris Despodov na Berlinalu predstavil dokumentarni film Koridor #8. Ozadje je bilo potovanje, ki ga je želel organizirati iz Sofije v Tirano, kar pa se je zdelo nemogoče. Boris Despodov je nato prepotoval pot od Burgasa do Drača in posnel vsakdanje življenje ljudi ob tej poti.